# Apache Rose
Apache Rose è un film del 1947 diretto da William Witney.
È un musical western statunitense con Roy Rogers e Dale Evans.

## Produzione
Il film, diretto da William Witney su una sceneggiatura di Gerald Geraghty, fu prodotto da Edward J. White, come produttore associato, per la Republic Pictures e girato a San Pedro e nell'Iverson Ranch a Chatsworth Los Angeles, a Santa Clarita e nel Vasquez Rocks Natural Area Park, in California.

## Colonna sonora
- Apache Rose - scritta da Jack Elliott, cantata dai Sons of the Pioneers
- Ride Vaqueros - scritta da Jack Elliott, cantata da Roy Rogers
- José - scritta da Glenn Spencer e Tim Spencer, cantata da Dale Evans e dai Sons of the Pioneers
- At the Wishing Well - scritta da Jack Elliott, cantata da Roy Rogers
- There's Nothing Like Coffee In the Morning - scritta da Jack Elliott, cantata da Dale Evans

## Distribuzione
Il film fu distribuito negli Stati Uniti dal 15 febbraio 1947 al cinema dalla Republic Pictures.
Altre distribuzioni:
- in Finlandia il 21 luglio 1950 (Apaashiruusu)
- in Brasile (A Barca do Jogo)